# ليك غروف (نيويورك)
ليك غروف (بالإنجليزية: Lake Grove, New York)‏ هي منطقة سكنية تقع في الولايات المتحدة في مقاطعة سوفولك، نيويورك. يقدر عدد سكانها بـ 11,163 نسمة ومساحتها 7.7 كم2 وترتفع عن سطح البحر 36 متر.

## التركيبة السكانية
حدّد مكتب تعداد الولايات المتحدة بيانات التركيبة السكانية لليك غروف في تعداد الولايات المتحدة. في ما يلي، التركيبة السكانية حسب تعدادي 2000 و2010.

### تعداد عام 2000
بلغ عدد سكان ليك غروف 10,250 نسمة بحسب تعداد عام 2000، وبلغ عدد الأسر 3,419 أسرة وعدد العائلات 2,742 عائلة مقيمة في القرية. في حين سجلت الكثافة السكانية 1,338.1 نسمة لكل كيلومتر مربع (3,465.7/ميل2). وبلغ عدد الوحدات السكنية 3,509 وحدة بمتوسط كثافة قدره 458.1 لكل كيلومتر مربع (1,186.5/ميل2).
وتوزع التركيب العرقي للقرية بنسبة 91.31% من البيض و1.44% من الأمريكيين الأفارقة و0.09% من الأمريكيين الأصليين و4.93% من الأمريكيين ذوي الأصول الآسيوية و1% من الأعراق الأخرى و1.24% من عرقين مختلطين أو أكثر و4.84% من الهسبانيون أو اللاتينيون من أي عرق.
بلغ عدد الأسر 3,419 أسرة كانت نسبة 41.7% منها لديها أطفال تحت سن الثامنة عشر تعيش معهم، وبلغت نسبة الأزواج القاطنين مع بعضهم البعض 66.8% من أصل المجموع الكلي للأسر، ونسبة 9.5% من الأسر كان لديها معيلات من الإناث دون وجود شريك، بينما كانت نسبة 3.9% من الأسر لديها معيلون من الذكور دون وجود شريكة وكانت نسبة 19.8% من غير العائلات. تألفت نسبة 14.4% من أصل جميع الأسر من عدة أفراد يعيشون في نفس المنزل ونسبة 4.9% كانت تتألف من شخص يعيش بمفرده يبلغ من العمر 65 عاماً أو أكثر. وبلغ متوسط حجم الأسرة المعيشية 2.98، أما متوسط حجم العائلات فبلغ 3.31.
بلغ العمر الوسطي للسكان 35.1 عاماً. وكانت نسبة 25.8% من القاطنين تحت سن الثامنة عشر، وكانت نسبة 7.2% بين الثامنة عشر والرابعة والعشرين عاماً، ونسبة 34.6% كانت واقعةً في الفئة العمرية ما بين الخامسة والعشرين والرابعة والأربعين عاماً، ونسبة 22.6% كانت ما بين الخامسة والأربعين والرابعة والستين، ونسبة 9% كانت ضمن فئة الخامسة والستين عاماً فما فوق. يوجد لكل 100 أنثى 97.6 ذكر، ويوجد لكل 100 أنثى في الثامنة عشر من عمرها فما فوق 94.0 ذكر.
بلغ متوسط دخل الأسرة في القرية 67,174 دولارًا، أما متوسط دخل العائلة فبلغ 73,065 دولارًا. وكان متوسط دخل الذكور 53,113 دولارًا مقابل 33,253 دولارًا للإناث. وسجل دخل الفرد الخاص بالقرية 26,321 دولارًا. وكانت نسبة 2.5% من العائلات ونسبة 5.1% من السكان تحت خط الفقر، وكان من هؤلاء نسبة 7.9% تحت سن الثامنة عشر ونسبة 3.2% في الخامسة والستين من العمر وما فوق.

### تعداد عام 2010
بلغ عدد سكان ليك غروف 11,163 نسمة بحسب تعداد عام 2010، وبلغ عدد الأسر 3,814 أسرة وعدد العائلات 2,940 عائلة مقيمة في القرية. في حين سجلت الكثافة السكانية 1,457.3 نسمة لكل كيلومتر مربع (3,774.4/ميل2). وبلغ عدد الوحدات السكنية 3,956 وحدة بمتوسط كثافة قدره 516.4 لكل كيلومتر مربع (1,337.5/ميل2).
وتوزع التركيب العرقي للقرية بنسبة 87.89% من البيض و2.17% من الأمريكيين الأفارقة و0.22% من الأمريكيين الأصليين و6.67% من الأمريكيين ذوي الأصول الآسيوية و1.67% من الأعراق الأخرى و1.38% من عرقين مختلطين أو أكثر و7.76% من الهسبانيون أو اللاتينيون من أي عرق.
بلغ عدد الأسر 3,814 أسرة كانت نسبة 37.8% منها لديها أطفال تحت سن الثامنة عشر تعيش معهم، وبلغت نسبة الأزواج القاطنين مع بعضهم البعض 63.6% من أصل المجموع الكلي للأسر، ونسبة 9.7% من الأسر كان لديها معيلات من الإناث دون وجود شريك، بينما كانت نسبة 3.7% من الأسر لديها معيلون من الذكور دون وجود شريكة وكانت نسبة 22.9% من غير العائلات. تألفت نسبة 18.2% من أصل جميع الأسر من عدة أفراد يعيشون في نفس المنزل ونسبة 6.3% كانت تتألف من شخص يعيش بمفرده يبلغ من العمر 65 عاماً أو أكثر. وبلغ متوسط حجم الأسرة المعيشية 2.92، أما متوسط حجم العائلات فبلغ 3.32.
بلغ العمر الوسطي للسكان 39.4 عاماً. وكانت نسبة 24.2% من القاطنين تحت سن الثامنة عشر، وكانت نسبة 8.8% بين الثامنة عشر والرابعة والعشرين عاماً، ونسبة 26.1% كانت واقعةً في الفئة العمرية ما بين الخامسة والعشرين والرابعة والأربعين عاماً، ونسبة 28.1% كانت ما بين الخامسة والأربعين والرابعة والستين، ونسبة 12.7% كانت ضمن فئة الخامسة والستين عاماً فما فوق. وتوزع التركيب الجنسي للسكان بنسبة 49.6% ذكور و50.4% إناث.

## أعلام
- أليشا لان
- آرثر إتش هويل